# Немогућа мисија 3
Немогућа мисија 3 (енгл. Mission: Impossible III) је амерички акциони шпијунски филм из 2006. године, режисера и сценаристе Џеј-Џеј Ејбрамса (у свом редитељском дебију), а поред њега сценарио су написали и Алекс Керзман и Роберто Орси, док је у главној улози Том Круз као Итан Хант. Трећи је филм у истоименом серијалу и наставак је филма Немогућа мисија 2 из 2000. године. Споредне улоге у филму тумаче Винг Рејмс, Филип Симор Хофман, Мишел Монахан, Меги Кју, Џонатан Рис Мајерс, Били Крадуп, Кери Расел, Сајмон Пег и Лоренс Фишберн. У филму, пензионисани агент Агенције за немогуће мисије (ИМФ) Итан Хант (Круз) приморан је да се врати у активну дужност како би ухватио неухватљивог трговца оружјем Овена Дејвијана (Хофман).
Развој Немогуће мисије 3 започео је 2002. године, са Дејвидом Финчером као редитељем; он и његова евентуална замена Џо Карнахан напустили су пројекат до 2004. године, као разлог наводећи креативне разлике. Ејбрамс је ангажован неколико месеци касније по налогу Круза, који је био обожавалац његове серије Алијас, али је ово додатно одложило продукцију филма због Ејбрамсових уговорних обавеза према серијама Алијас и Изгубљени, и изазвало да потенцијални глумци Кенет Брана, Кари-Ен Мос и Скарлет Џохансон напусте филм. Главно снимање почело је у јулу 2005. и трајало је до октобра исте године, а филм је сниман у Шангају, Берлину, Риму, Лос Анђелесу и Ватикану.
Филм је премијерно приказан на Трајбека филмском фестивалу 26. априла 2006. године, а у америчке биоскопе пуштен је 5. маја исте године. Добио је позитивне критике од критичара, који су га сматрали за побољшање у односу на свог претходника, а био је и комерцијално успешан са зарадом од преко 398 милиона долара, по чему је осми најуспешнији филм из 2006. године. Прати га наставак Немогућа мисија: Протокол Дух из 2011. године. 

## Радња
Итан Хант се повукао из активне службе Агенције за немогуће мисије (ИМФ) да би обучавао нове регруте. Такође се скрасио са својом вереницом, Џулијом Мид, медицинском сестром која не зна за његов прави посао. Њему прилази помоћник директора операција ИМФ-а Џон Масгрејв у вези са мисијом спасавања једне од Итанових штићеница, Линдзи Фарис. Линдзи је ухваћена док је истраживала трговца оружјем Овена Дејвијана. Масгрејв је већ припремио тим за Итана: Деклана Гормлија, Џен Ли и његовог старог партнера Лутера Стикела. Они спасавају Линдзи у Берлину и прикупљају два оштећена лаптоп рачунара. Док беже, Итан открива микро-експлозив усађен у Линдзину главу. Пре него што успе да га онемогући, експлозив је убије.
Директор ИМФ-а Теодор Брасел укорава Итана и Масгрејва. Итан сазнаје да му је Линдзи послала разгледницу пре него што је ухваћена и открива магнетну микротачку испод маркице. Техничар ИМФ-а Бенџи Дан проналази довољно података са лаптопа да би утврдио да ли ће Дејвијан бити у Ватикану како би набавио мистериозну биолошку опасност кодног назива „Зечја шапа”. Итан планира мисију хватања Дејвијана без званичног одобрења. Пре одласка, он и Џулија имају импровизовано венчање у капели болнице. Тим се инфилтрира у Ватикан и хвата Дејвијана. Итан прети да ће га избацити из авиона на повратном лету док га испитује о Зечјој шапи, али Дејвијан одбија да било шта открије. Након слетања, Итан сазнаје да Линдзина микротачка садржи упозорење да Брасел ради са Дејвијаном. 
Конвој који води Дејвијана преко моста-тунела у заливу Чесапик упада у заседу плаћеника, који извлаче Дејвијана. Схвативши да је Џулија такође у опасности, Итан жури на њено радно место само да би открио да је већ киднапована. Дејвијан зове Итана и даје му 48 сати да поврати Зечју шапу у замену за Џулијин живот. Пре него што Итан успе, ИМФ га хвата. Масгрејв учествује у Итановом испитивању. Дискретно говори да се Зечја шапа налази у Шангају и помаже му да побегне. Итан је проглашен државним непријатељом и стављен на Интерполову листу најтраженијих. Он тајно путује у Шангај, где му Деклан, Џен и Лутер, које је Масгрејв послао под маском друге операције, помажу да набави Зечју шапу. Итан је доставља Дејвијану, који га заробљава и усађује му у главу микро-експлозив сличан оном који је убио Линдзи.
После операције, Итан види Дејвијана како држи Џулију на нишану, запушених уста. Упркос томе што Итан тврди да је донео праву Зечју шапу, Дејвијан пуца у Џулију и излази из собе. Масгрејв долази и открива се као прави издајник ИМФ-а; објашњава да је Џулија још увек жива. Убијена жена била је Дејвијанова преводитељка прерушена у Џулију, погубљена јер га није заштитила у Ватикану. Ова варка је организована да би се потврдила аутентичност Зечје шапе. Масгрејв је договорио да Дејвијан набави Зечју шапу и прода је терористима како би ИМФ имао разлога да покрене превентивни удар и повећа америчко војно присуство на Блиском истоку. Итан онесвести Масгрејва, ослобађа се и користи његов телефон да прати локацију последњег позива да пронађе Џулију. 
Уз Бенџијеву помоћ, он лоцира Џулију, али наилази на Дејвијана, који покреће експлозив у Итановој глави. Итан се бори и убија Дејвијана, након чега ослобађа Џулију. Он прави импровизовани дефибрилатор да би деактивирао експлозив и говори Џулији како да га искористи и како да пуца из пиштоља. Џулија убија једног од Дејвијанових људи и Масгрејва, који је носио Зечију шапу, након чега оживљава Итана, који јој коначно објашњава свој шпијунски посао. По повратку у САД, Брасел и други честитају Итану док он одлази на медени месец са Џулијом.

## Улоге
| Глумац             | Улога         |
| ------------------ | ------------- |
| Том Круз           | Итан Хант     |
| Винг Рејмс         | Лутер Стикел  |
| Филип Симор Хофман | Овен Дејвијан |
| Мишел Монахан      | Џулија Мид    |
| Меги Кју           | Џен Ли        |
| Џонатан Рис Мајерс | Деклан Гормли |
| Били Крудуп        | Џон Масгрејв  |
| Кери Расел         | Линдзи Фарис  |
| Сајмон Пег         | Бенџи Дан     |
| Лоренс Фишберн     | Теодор Брасел |
| Еди Марсан         | Браунвеј      |

## Зарада
- Зарада у САД - 134.029.801 $
- Зарада у иностранству - 264.449.696 $
- Зарада у свету - 398.479.497 $